# Anthony Aguirre
Anthony N. Aguirre (Santa Cruz, 23 luglio 1973) è un cosmologo statunitense.
Aguirre è professore presso l'Università della California, Santa Cruz ed è stato per dieci anni il direttore associato del Foundational Questions Institute. È anche il cofondatore del Future of Life Institute. Nel 2015, è stato il cofondatore della piattaforma di previsioni Metaculus con Greg Laughlin.

## Biografia
Aguirre ha ricevuto una laurea in Matematica/Fisica dall'Università Brown nel 1995. Una laurea magistrale (Master's degree) in astronomia dall'Università di Harvard nel 1998. Un dottorato di ricerca in astronomia dall'Università di Harvard.

### Carriera
La sua ricerca si è concentrata su diversi argomenti della fisica teoria, fra i quali l'universo primordiale, l'inflazione, la fisica gravitazionale, le prime stelle, lo spazio intergalattico, la formazione delle galassie e i buchi neri.
Insieme a Max Tegmark ha sviluppato l'interpretazione cosmologica della meccanica quantistica.

## Vita privata
È sposato con l'artista Sally Aguirre. Hanno due figli maschi.

## Nei media
- Aguirre appare in How Vast is the Cosmos? (Quanto è grande il cosmo?), una parte della seria Closer to Truth della PBS.
- Aguirre appare in "How Big is the Universe?" (Quanto è grande l'universo?)[6].
- Aguirre appare anche in "Living in a Parallel Universe" (Vivere in un universo parallelo) una parte del documentario Naked Science su National Geographic Channel.